# سوبر غيم بوي
سوبر غيم بوي (بالإنجليزية: Super Game Boy)‏ هو جهاز طرفي يسمح بتشغيل خراطيش غيم بوي على سوبر نينتندو إنترتينمنت سيستم. تم إصداره في يونيو 1994، وتم بيعه بالتجزئة بمبلغ 59.99 دولارًا أمريكيًا في الولايات المتحدة و 49.99 جنيهًا إسترلينيًا في المملكة المتحدة.

## الوظائف

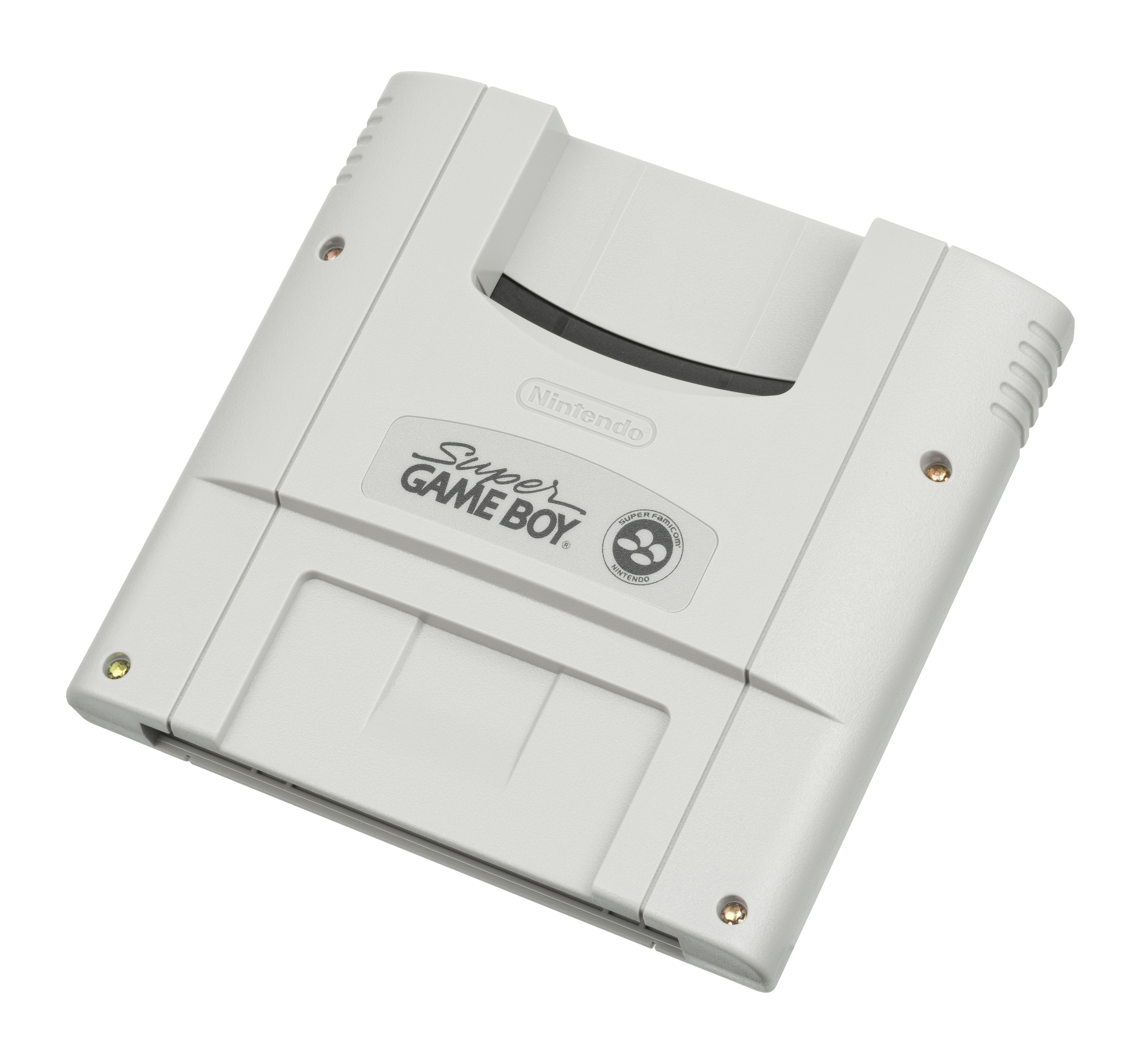
خرطوشة سوبر غيم بوي، الإصدار الياباني (سوبر فاميكوم)

تتوافق طرفية سوبر غيم بوي مع نفس الخراطيش مثل غيم بوي الأصلي: خراطيش غيم بوي الأصلية وغيم بوي كاميرا وخراطيش غيم بوي كولر ثنائية الوضع (في وضع غيم بوي). يمكن للوحدة تعيين أربع درجات من اللون الأخضر إلى ألوان مختلفة على الشاشة. لاحقًا، كانت ألعاب غيم بوي التي تم تحسينها لاستخدام سوبر غيم بوي تحتوي على معلومات ألوان إضافية ويمكنها تجاوز الألوان التي تظهر على الشاشة، وعرض حد رسومي حول الشاشة، وعرض نقوش خلفية خاصة، كما يظهر في شاشة عنوان ماريوز بيكروس. كانت تلك الألعاب ستطبع شعار «لعبة مفعلة مع سوبر غيم بوي» صغير على العلبة والخرطوشة. يمكن أن يدعم المحول ما يصل إلى 64 لونًا للحدود و 12 لونًا للشاشة. يمكن أن تعرض الشاشات الثابتة جميع الألوان العشرة.[بحاجة لمصدر]
من الممكن أيضًا لألعاب سوبر غيم بوي الاستفادة من أجهزة سوبر نينتندو إنترتينمنت سيستم للحصول على تأثيرات إضافية، كما هو موضح في كونترا: ذا أليان وارز ودونكي كونغ وكيربيز دريم لاند 2 وحياة حشرة وفيفا 98: الطريق إلى كأس العالم، مادن إن إف إل 97 والضاحكون وحكاية لعبة؛ زادت هذه الألعاب من الصوت عند استخدامها مع سوبر غيم بوي. واريو بلاست، ونسخة غيم بوي من برايمال رايج، ونسخة غيم بوي من كيلر إنستينت والعديد من الألقاب الأخرى سمحت باستخدام سوبر نينتندو إنترتينمنت سيستم الثانية للحركة ثنائية اللاعبين. تم تغيير شاشة العنوان لتظهر أن هذه الألعاب تحتوي على خيار لاعبين، بدلاً من حالة الاتصال. باستخدام سوبر ملتيتاب، دعمت بعض الألعاب أربعة لاعبين. لا يدعم سوبر غيم بوي الأصلي رابط اللعبة متعدد اللاعبين لأنه، وفقًا لمتحدث باسم نينتندو، سيتداخل تكوين لاعبين مع إشارة التردد اللاسلكي من التلفزيون.
سمح إصدار غيم بوي من سبيس إنفيدرز للاعبين بالوصول إلى إصدار سوبر نينتندو من اللعبة بالإضافة إلى نسخة ملونة من لعبة غيم بوي.
تحتوي بعض ألعاب خرطوشة غيم بوي كولر السوداء أيضًا على تحسينات سوبر غيم بوي، على الرغم من عدم وجود أي شعار يشير إلى ذلك على الخرطوشة أو في مقدمة الصندوق كما هو الحال بالنسبة لإصدارات غيم بوي الأصلية. تحتوي العديد من عناوين GBC على أيقونة توافق سوبر غيم بوي صغيرة موجودة على ظهر عبوتها، مثل دراغون كويست مونسترز 2.

## العتاد
نظرًا لأن سوبر نينتندو لا يمكنه محاكاة أجهزة غيم بوي بأقصى سرعة، فإن سوبر غيم بوي يتكون فعليًا من نفس الأجهزة مثل الجهاز الأصلي المحمول؛ يوجد داخل الخرطوشة وحدة معالجة مركزية منفصلة تعالج الألعاب بينما توفر سوبر نينتندو فقط وسائل لإدخال المستخدم وإخراج الرسومات على الشاشة والتلوين الإضافي. هذا مشابه للتقنية المستخدمة في إصدار أتاري 5200 من محول أتاري 2600.
من المعروف أن لعبة سوبر غيم بوي الأصلية تلعب برنامج اللعبة وأن صوتها أسرع بنسبة 2.4٪ من أجهزة غيم بوي الأخرى. ويرجع ذلك إلى استخدام سرعة ساعة سوبر نينتندو مقسومة على 5، والتي تنتهي بـ 4.295 ميجاهرتز بدلاً من 4.194 ميجاهرتز. يمكن تصحيح مشكلة التوقيت عن طريق إضافة مذبذب بلوري مناسب إلى سوبر غيم بوي وفصل مصدر ساعة سوبر نينتندو.

### سوبر غيم بوي 2

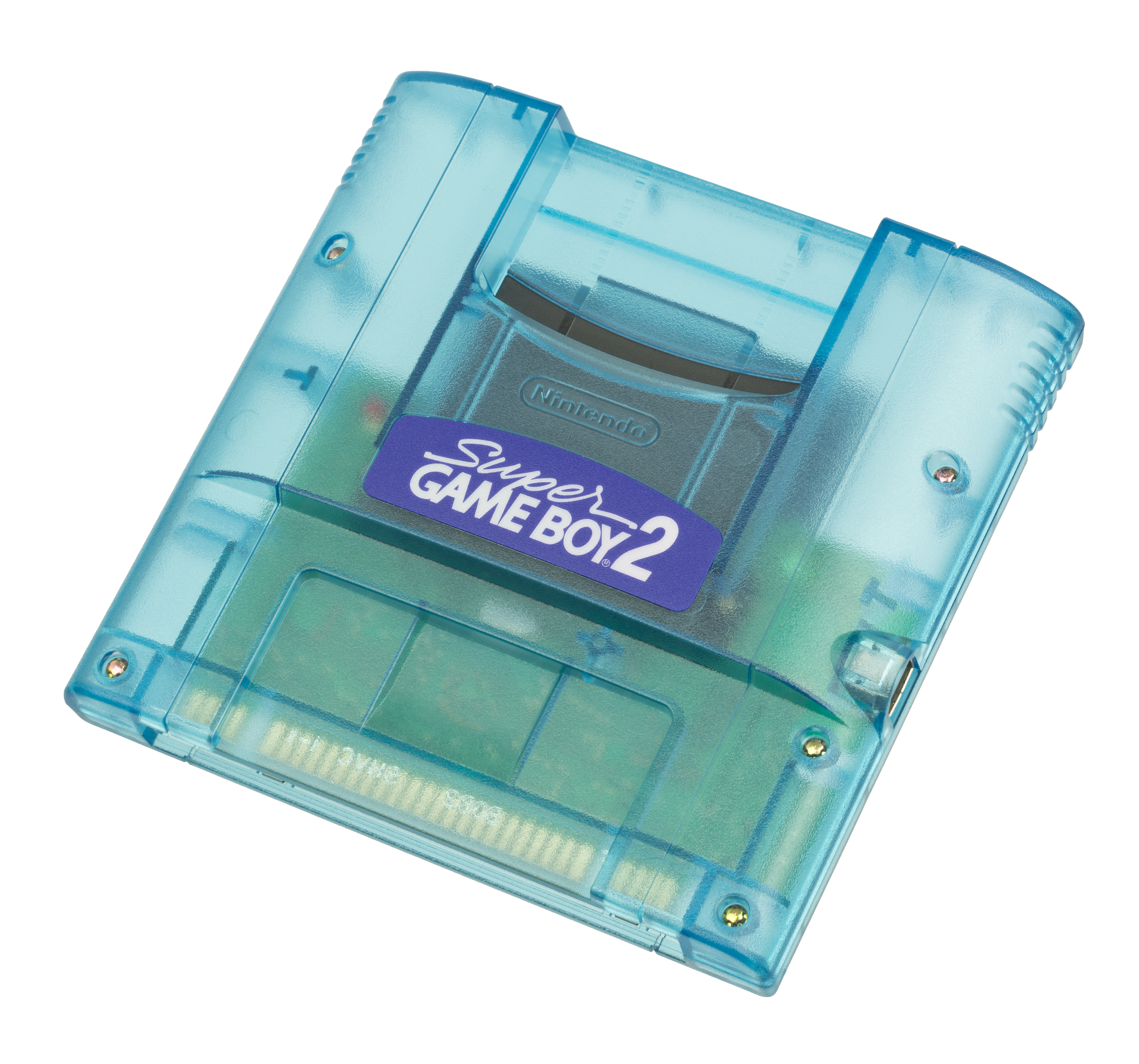
سوبر غيم بوي 2

تم إصدار طرفية سوبر غيم بوي 2 حصريًا في اليابان عام 1998. وتضمنت الإضافات منفذ ارتباط للسماح للمستخدم بالوصول إلى وضع لاعبين عبر كابل الارتباط، ووصلة LED لوصلة اللعبة الخضراء، ومؤشر LED للطاقة باللون الأحمر، وتعمل عند السرعة الدقيقة لغيم بوي (يعمل النموذج الأصلي بنسبة 2.4٪ أسرع من غيم بوي). بالإضافة إلى ذلك، جاء مع ثمانية حدود افتراضية جديدة، والتي حلت محل تلك الموجودة في النموذج الأصلي (على الرغم من أنه لا يزال من الممكن الوصول إلى الحدود القديمة عبر رمز)؛ ومع ذلك، فقد احتفظت بنفس لوحات الألوان وأدوات التلوين الموجودة في النموذج الأصلي. أيضًا، لا يسمح هذا الإصدار من سوبر غيم بوي لأحد بتغيير الحدود في بعض الألعاب ذات الحدود المضمنة. تحتوي بعض الألعاب على ميزات متوفرة فقط من خلال سوبر غيم بوي 2، مثل حدود تتريس دي إكس الخاصة.

## قائمة النظام
يتم الوصول إلى قائمة النظام بالضغط على زري L و R في نفس الوقت؛ تحتوي القائمة على خمسة خيارات للاختيار من بينها:
- لوحة الألوان: اختر من بين 32 لوحة ألوان مسبقة الصنع، أو لوحة (لوحات) سوبر غيم بوي المحسنة (إذا كانت متوفرة)، أو لوحة من إنشاء المستخدم (إذا كانت متوفرة). لن تسمح بعض ألعاب سوبر غيم بوي بتغيير اللوحة. داخليًا، تشتمل لعبة سوبر غيم بوي على لوحات خاصة للعديد من الألعاب التي ظهرت قبل إصدار سوبر غيم بوي؛ على سبيل المثال، يحتوي الاي واي ويوشيز كوكي وكيربيز بينبول لاند ومترويد II: ريترن أوف ساموس وسولار سترايكر افتراضيًا على واحد من 32 لونًا افتراضيًا.
- الحدود: اختر من بين 9 حدود مسبقة الصنع، أو حدود (حدود) سوبر غيم بوي المحسّنة (إذا كانت متوفرة)، أو حدًا أنشأه المستخدم (إذا تم إنشاؤه).
- إعداد الزر: يقوم بالتبديل بين تعيينتي تحكم. لن تسمح بعض ألعاب سوبر غيم بوي بتغيير إعداد وحدة التحكم.
- لون مخصص: أنشئ لوحة ألوان مخصصة واحصل على كلمة مرور لاستردادها لاحقًا. إذا تم تعطيل تغييرات اللوحة داخل اللعبة، فلن يكون هذا الخيار متاحًا أيضًا.
- الكتابة: قم بإنشاء حد مخصص باستخدام عدة أدوات للرسم. إذا تم توصيله بمنفذ وحدة التحكم الثاني، فيمكن استخدام سوبر نينتندو ماوس لهذه الميزة.[7]

تعمل بعض الألعاب على تعطيل استخدام الألوان المتغيرة، لذلك يتم حجب الخيارات غير المتاحة.

## سوابقه وتواليه
سوبر غيم بوي هو خليفة لـ إنتيليجنت سيستمز وايد بوي 2 (والذي كان مرتبطًا بفاميكوم أو نينتندو إنترتينمنت سيستم). أحد الاختلافات بين ذا وايد بوي وسوبر غيم بوي هو أن الأول لم يستخدم أي جزء من إن إي إس / فاميكوم بخلاف ذاكرة الفيديو. حتى النظتم (وحدة تحكم فاميكوم واحدة) موصولة مباشرة في وايد بوي. سيستمر ذا وايد بوي في العمل حتى إذا تم الضغط على زر إعادة الضبط في إن إي إس / فاميكوم. كان لدى غيم بوي ضعف عدد البلاط الذي يمكن أن يتسع في ذاكرة فيديو إن إي إس / فاميكوم، لذلك كان على وايد بوي تحديث ذاكرة الفيديو الخاصة بـ إن إي إس / فاميكوم في منتصف الطريق أسفل الشاشة.
كان لدى كاميريكا محول غيم بوي إلى إن إي إس / فاميكوم تم تطويره بواسطة مختبرات بيدرمان للتصميم، والذي ظهر مشابهًا لسوبر غيم بوي.
تبع سوبر غيم بوي لعبة ترانسفير باك الخاصة بنينتندو 64 (N64)، والتي سمحت لأحد بلعب ستة (سبعة في اليابان) غيم بوي كولر بألعاب بوكيمون وهم: بوكيمون ستاديوم وبوكيمون ستاديوم 2 بأسلوب سوبر غيم بوي-لايك، كامل مع عزز سوبر غيم بوي الحدود واللوحات. تم لعب الألعاب عبر استخدام محاكي برمجي على نينتندو 64. ومع ذلك، كان الدور الرئيسي لترانسفير باك هو نقل البيانات من غيم بوي كولر إلى ألعاب نينتندو 64، وليس ممارسة الألعاب.
تم إصدار وايد بوي 64 لنينتندو 64 في نسختين رئيسيتين، إصدار CGB الذي سمح بتشغيل عناوين غيم بوي وغيم بوي كولر على التلفزيون، ونسخة AGB التي سمحت أيضًا بتشغيل ألعاب غيم بوي أدفانس. تكلفته 1400 دولار، ومثل طرفية وايد بوي الأصلية، كانت متاحة فقط للمطورين وصحافة الألعاب. تم استخدام هذه الأجهزة لالتقاط لقطات شاشة لألعاب الفيديو المحمولة من نينتندو لتكون في وسائط البيع بالتجزئة.
يعد جي بي هانتر أحد عنصرين من نينتندو 64 تم إصدارهما بواسطة إي إم إس للإنتاج المحدودة، والآخر هو نينتندو 64 باسبورت - محاكي غيم بوي لنينتندو 64. يتم توصيل لعبة N64 في الجزء الخلفي من العنصر وخرطوشة غيم بوي هي موصول بالأعلى. تتطلب لعبة N64 بطاقة 6102 CIC. مثل سوبر غيم بوي، يتصل بفتحة خرطوشة N64، ويجعل من الممكن لعب ألعاب غيم بوي بدون صوت اللعبة؛ بدلاً من ذلك، يتم تكرار الأغنية المضمنة في جي بي هانتر إلى ما لا نهاية أثناء اللعبة. هناك أيضًا جهاز غش مبرمج فيه، يسمى «غولدن فينغر» (مثل غيم شارك)، جنبًا إلى جنب مع خيار المدرب لتحديد قيم ذاكرة الوصول العشوائي التي تتناقص أو تزيد أو تتغير أو تبقى كما هي. يمكن أن يوفر هذا رموز غش معينة لتجربتها في اللعبة. سيؤدي الضغط على الزرين "L" و "R" في نفس الوقت إلى تجميد اللعبة في تلك المرحلة وظهور قائمة جي بي هانتر. يمكن تكبير أو تصغير شاشة اللعبة من هذه القائمة، مما يسمح للاعب بلعب اللعبة في وضع ملء الشاشة. يمكن أيضًا تغيير لوحة الألوان من القائمة، لعرض اللعبة بصيغة مخصصة لثلاث لوحات مختلفة متاحة لـ غيم بوي بي بي يو، باستخدام قيم RGB. تتوافق هذه اللوحات مع الخلفية ولوحتي نقوش. هناك أيضًا 4 حدود محددة مسبقًا لوضعها حول اللعبة، مع دعم إضافي لحدود سوبر غيم بوي. لا يذكر معظم بائعي هذا العنصر على موقع إيباي وأماكن أخرى مثل موقع إي إم إس نفسه أن صوت لعبة غيم بوي لا يُسمع أثناء تشغيله على جي بي هانتر.[بحاجة لمصدر]
تم بيع تقنية غيم بووستر من داتيل في الغرب بواسطة إي إم إس وتم تصنيفها على أنها جي بي هانتر. تم إصداره لنينتندو 64 في منتصف العمر الافتراضي للنظام. لم يتم ترخيصه رسميًا من قبل نينتندو لأنه يحتوي على فتحة في الخلف للعبة N64 لتجاوز تقنية القفل في النظام. قامت داتيل أيضًا بعمل نسخة لنظام بلاي ستيشن من سوني، والتي تستخدم منفذ Parallel I / O في الجزء الخلفي من وحدة التحكم، غير موجود في طرازات Series 9000 من النظام أو نظام بي إس ون النحيف. يحتوي هذا الإصدار على سمة أفضل من الناحية الرسومية، ويفتقر إلى الأغنية التي يتم تشغيلها في إصدار N64، ويحتوي على دعم توفير البطارية، ويحتوي على لعبة مضمنة بعنوان مهمة انتعاش، على الرغم من أن أداة تخصيص اللوحة بها لوحة واحدة فقط بدلاً من ثلاثة. ومع ذلك، يحتوي على مشغل أقراص مضغوطة موسيقي مدمج يمكن استخدامه لتقليد صوت لعبة غيم بوي الأصلي. تم تغيير اسم غيم بووستر أيضًا إلى باور فلاش، على الرغم من أن العديد من الاختلافات غير معروفة بخلاف تغيير الاسم.
على نينتندو غيم كيوب، تم إصدار غيم بوي بلاير في عام 2003، والذي يمكن أن يلعب ألعاب غيم بوي وغيم بوي كولر وغيم بوي أدفانس (GBA). سمح بتشغيل هذه الألعاب على شاشة تلفزيون كاملة. يتم توصيل الجنيه الإسترليني بأسفل وحدة التحكم ويجب تشغيل قرص التمهيد في محرك أقراص غيم كيوب لتشغيله. يعمل غيم بوي بلاير تمامًا مثل غيم بوي أدفانس، حيث يقوم بتنسيق ليتربوكسينق لعرض الألعاب على جهاز تلفزيون قياسي. تمت برمجة بعض ألعاب GBA مع مراعاة المشغل، بما في ذلك تنشيط ميزة الاهتزاز في وحدات تحكم غيم بوي ولوحات الألوان الخاصة التي تمثل سطوع التلفزيون ودقته. ومع ذلك، لن يقوم غيم بوي بلاير بتنشيط خيارات سوبر غيم بوي على خرطوشة سوبر غيم بوي المحسنة. أيضًا، عند لعب لعبة غيم بوي أو غيم بوي كولر على غيم بوي بلاير، سيظهر حد أسود بين الحد الرئيسي ومنطقة اللعب؛ هذا هو ترحيل من غيم بوي أدفانس.

## الملحقات

وحدة تحكم إس جي بي كوماندر من تطوير هوري.

في اليابان، أصدرت هوري وحدة تحكم سوبر غيم بوي خاصة تسمى إس جي بي كوماندر. تحتوي وحدة التحكم، بصرف النظر عن أزرار غيم بوي الأربعة (A و B وStart وSelect)، على 4 أزرار خاصة بسوبر غيم بوي والتي يمكن أن تمكن المستخدم من كتم الصوت وتقليل سرعة اللعبة وتغيير الألوان وتعديلها. نافذة العرض. يتم توفير مفتاح إضافي للتبديل بين وضع سوبر غيم بوي ووضع سوبر فاميكوم العادي.

## الدليل
في عام 1994، بعد فترة وجيزة من إصدار سوبر غيم بوي، أرسلت نينتندو لمشتركي مجلة نينتندو باور «دليل لاعب سوبر غيم بوي»، وهو كتاب / دليل إرشادي من 72 صفحة لاستخدام ميزات سوبر غيم بوي. أول 15 صفحة كانت تعليمية، تليها 55 صفحة من نظرة عامة موجزة للغاية على أسلوب تجول للعديد من الألعاب. سلطت هذه الإرشادات التفصيلية الضوء على نقاط مختلفة من الألعاب وغالبًا ما أشارت إلى مخططات الألوان لتعيين الحالة المزاجية لتلك المنطقة. تضمنت الألعاب سوبر ماريو لاند وسوبر ماريو لاند 2: 6 غولدن كوينز وواريو لاند: سوبر ماريو لاند 3 ودونكي كونغ الذي تم إصداره حديثًا (والذي كان له حدود ولوحة ألوان خاصة بـ «سوبر غيم بوي»)، مترويد II: ريترن أوف ساموس، وذا ليجند أوف زيلدا: لينكس آوايكنينغ، وكيربيز دريم لاند، وكيربيز بينبول لاند، وتنس، ونينتندو ورلد كاب، والاي واي، ودكتور ماريو، ويوشي.